# Saint o'Clock
Saint o'Clock è il primo album in studio della boy band sudcoreana 2AM, pubblicato nel 2010.

## Tracce
Edizione standard
1. Phone (Intro) – 1:32
2. You Wouldn't Answer My Calls (전활 받지 않는 너에게?,  Jeonhwal Batji Anneun NeoegeLR) – 3:52
3. Like Crazy (미친 듯이?, Michin DeusiLR) – 2:51
4. Just Me (바로 나야?, Baro NayaLR (feat. GLAM)) – 4:17
5. Mirage – 3:26
6. Can't Love You Again (다시 사랑하기엔?, Dasi SaranghagienLR) – 3:45
7. There Is Nothing More (이젠 없다?, Ijen EopdaLR) – 4:13
8. Nervous (불안하다?, BuranhadaLR) – 3:56
9. Love U, Hate U (feat. BTS) – 3:14
10. With or Without U – 3:52
11. I Can't Say I Love You (사랑한단 말 못해?,  Saranghandan Mal MotaeLR) – 3:17

Tracce bonus Edizione speciale
1. A Friend's Confession (친구의 고백?, Chingui GobaekLR) – 4:20
2. This Song (이노래?, InuraeLR) – 4:05